# Волжский историко-краеведческий музей
Волжский историко-краеведческий музей (ВИКМ) — старейший музей Волжского. С 2014 года (после объединение музейно-выставочного пространства города) является филиалом Волжского музейно-выставочного комплекса. И.о. заведующего отделом «Волжский историко-краеведческий музей» Мураев Александр Максимович.

## История
Волжский историко-краеведческий музей был открыт 4 апреля 1970 года в качестве филиала Волгоградского областного краеведческого музея. Первой заведующей музея была К. В. Митерева. Ко дню открытия музей обладал внушительной коллекцией предметов более 4000 единиц хранения. Большинство из них - это документы и предметы, связанные с историей строительства Волжской ГЭС, предприятий промышленности, культурной и социальной жизни волжан. Сотрудники музея занимаются изучением Заволжья.
С августа 1994 года музей начинает свою «новую» историю, из филиала становится полноценным историко-краеведческим музеем. Более 20 лет музеем успешно руководила А. И. Хорышева. Были собраны уникальные коллекции народного костюма, самоваров, икон конца XIX вв, посуды.
С 2012 по декабрь 2016 года Волжский музейно-выставочный комплекс, куда вошёл и историко-краеведческий музей, возглавляет С.А. Анисин.
С января 2017 по апрель 2020  года директором МБУ «Волжский музейно-выставочный комплекс» являлся член союза дизайнеров России Сайфутдинов Михаил Адельевич.
С октября 2020 года по январь 2022 года музейный комплекс возглавлял Юрий Михайлович Рыжов.
В музее хранятся более 70000 экспонатов. Большую часть составляют тематические коллекции, но, кроме них, имеются и типологические коллекции: живопись, графика, нумизматика, фалеристика, также коллекции часов, костюма, мебели, посуды и т. д.
В настоящее время музей имеет следующие постоянные экспозиции: «История строительства волжской ГЭС», «Мир кочевников», «История села Верхняя Ахтуба», «Комната казачьего быта», также экспонируются картины волжских художников.
Историко-краеведческий музей является одним из крупнейших городских центров культуры. В стенах музея проводятся творческие вечера и встречи, посвящённые всероссийским и местным памятным датам, лекции и мастер-классы художников города, круглые столы и семинары.